# Eoraesan
Eoraesan (koreanska: 어래산, Ŏrae-san) är ett berg i Sydkorea.   Det ligger i provinsen Norra Gyeongsang, i den centrala delen av landet, 160 km öster om huvudstaden Seoul. Toppen på Eoraesan är 1 064 meter över havet, eller 176 meter över den omgivande terrängen. Bredden vid basen är 2,5 km.
Terrängen runt Eoraesan är huvudsakligen kuperad. Runt Eoraesan är det ganska glesbefolkat, med 34 invånare per kvadratkilometer. I omgivningarna runt Eoraesan växer i huvudsak blandskog.